# Route nationale 940 (Belgique)
Pour les articles homonymes, voir Route 940.
La route nationale 940 est une route nationale de Belgique de 4,9 kilomètres qui relie Sart-Saint-Laurent à Bois-de-Villers où elle se prolonge via la N928

## Description du tracé

### Communes sur le parcours
- Région wallonne
  -  Province de Namur
    - Sart-Saint-Laurent (Fosses-la-Ville)
    - Bois-de-Villers